# Cmentarz wojenny nr 254 – Miechowice Małe
Cmentarz wojenny nr 254 – Miechowice Małe – cmentarz z I wojny światowej znajdujący się we wsi Miechowice Małe w województwie małopolskim, w powiecie brzeskim, w gminie Wietrzychowice. Jest jednym z 400 zachodniogalicyjskich cmentarzy wojennych zbudowanych przez Oddział Grobów Wojennych C. i K. Komendantury Wojskowej w Krakowie. W VIII okręgu brzeskim cmentarzy tych jest 52.

## Opis cmentarza
Cmentarz znajduje się na skrzyżowaniu dróg, po lewej stronie drogi do Jadownik Mokrych. Wykonano go przy istniejącej figurce. Stanowi ona główny element ozdobny cmentarza. Cmentarz ma kształt trójkąta, którego naroże przy skrzyżowaniu zostało ścięte. W narożu tym znajduje się figurka zwieńczona krzyżem z Chrystusem. Cmentarz jest niewielki, mimo to pochowano na nim aż 224 żołnierzy. Ogrodzony jest współczesnym plotem z żelaznych sztachet. Wejście od drogi biegnącej po wschodniej stronie cmentarza przez metalową, jednoskrzydłową furtkę. Na polu cmentarnym znajduje się kilka osadzonych na betonowym cokole nagrobków zwieńczonych różnego rodzaju krzyżami:
- żeliwne krzyże łacińskie o rozszerzonych końcach ramion,
- żelazne krzyże łacińskie, nakryte ząbkowanym daszkiem, o ramionach połączonych żelazną kratą,
- żelaznych krzyże lotaryńske, nakryte ząbkowanym daszkiem, o ramionach połączonych żelazną kratą,
- żelazny krzyż lotaryński z obramowaniem z płaskich prętów.

Na nagrobkach zamontowano owalne lub prostokątne tabliczki imienne.

## Polegli
Pochowano tutaj 224 żołnierzy, w tym:
- 56 żołnierzy armii austro-węgierskiej. Zidentyfikowano 28.
- 168 żołnierzy armii rosyjskiej. Wszyscy nieznani.

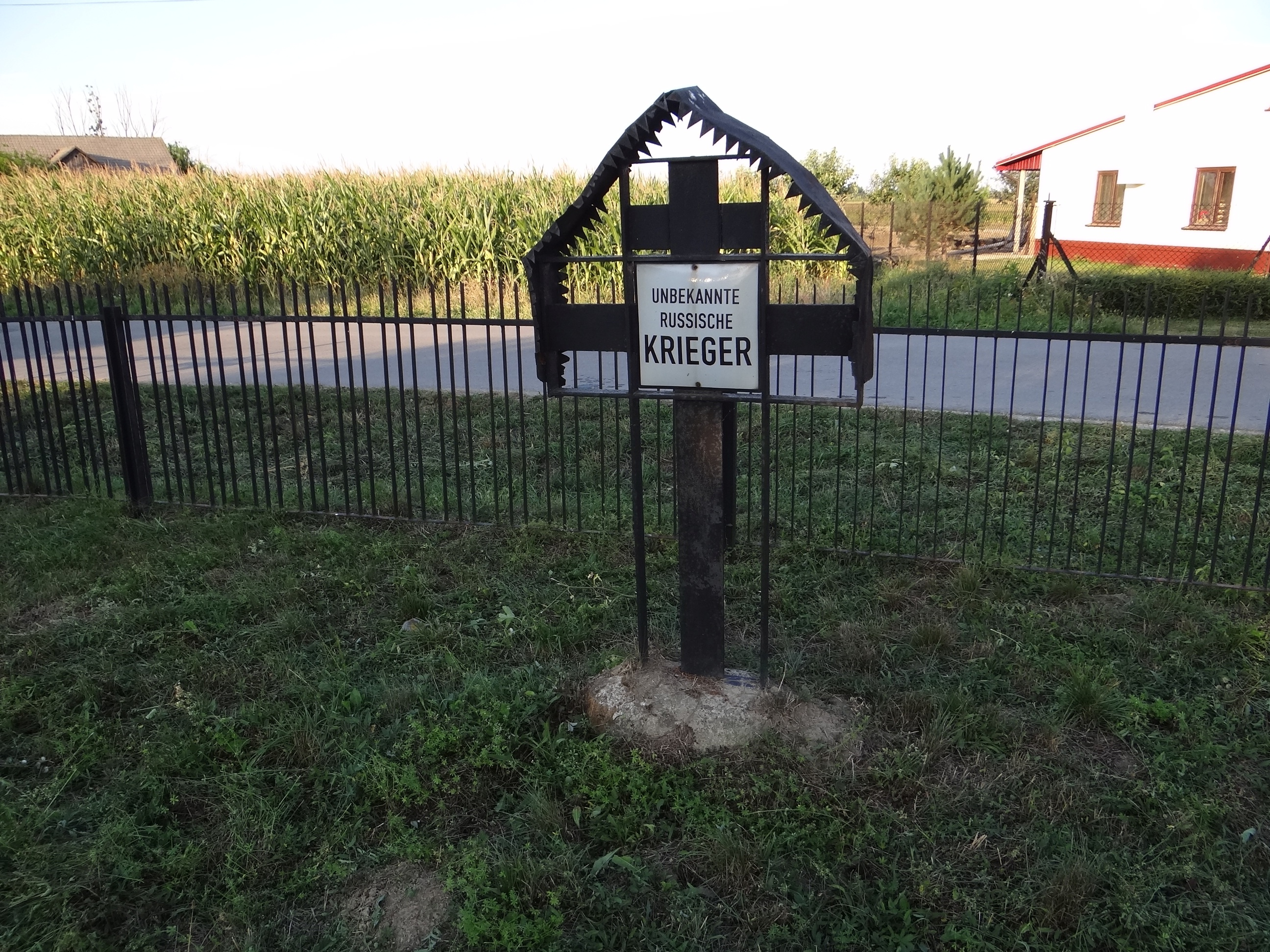
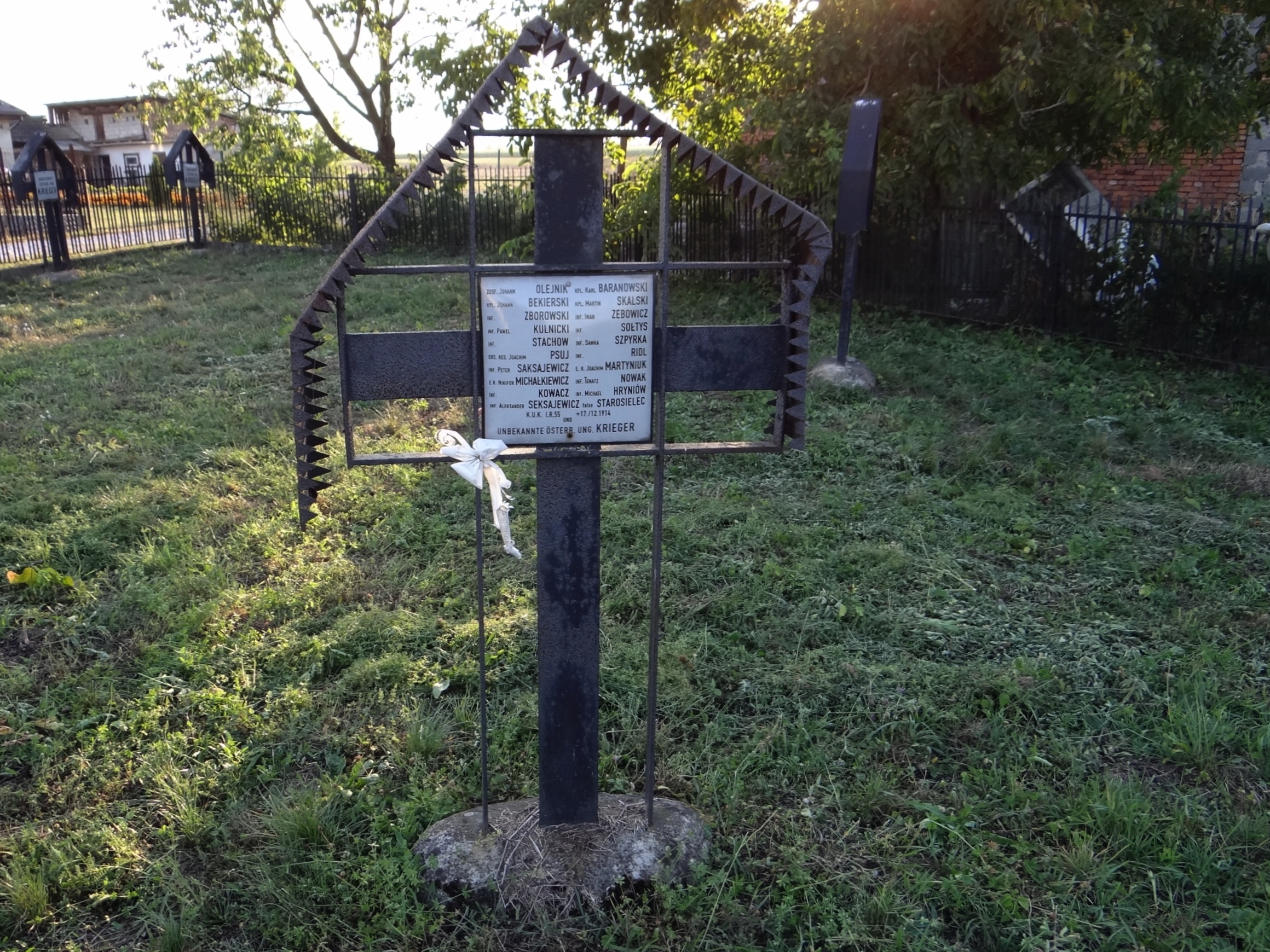
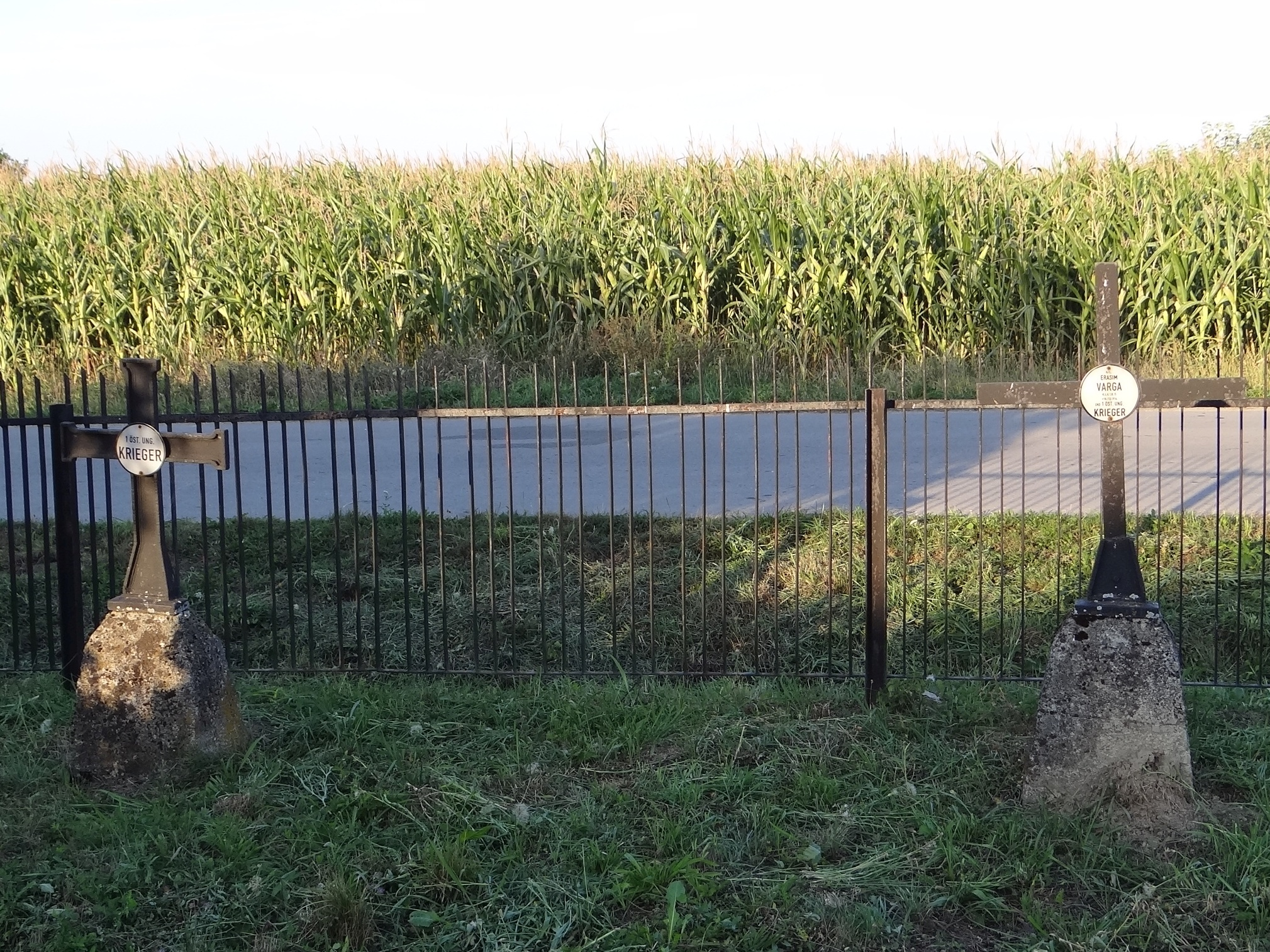